# New Orleans Zephyrs
De New Orleans Baby Cakes is een Minor league baseballclub uit de buitenwijk New Orleans in Metairie, Louisiana. Ze spelen in de Southern Division van de American Conference van de Pacific Coast League. Hun stadion heet Shrine at Airline. Ze zijn verwant aan de Miami Marlins.
Het team was eerder bekend onder de namen New Orleans Zephyrs (1993–2016), Denver Zephyrs (1985–1992), Denver Bears (1955–1984), en Kansas City Blues (1901–1954).

## Titels
De Zephyrs hebben één keer het kampioenschap gewonnen.